# Mondu Lambi
Mondu Lambi is een bestuurslaag in het regentschap Oost-Soemba van de provincie Oost-Nusa Tenggara, Indonesië. Mondu Lambi telt 642 inwoners (volkstelling 2010).